# 7-Eleven
A Seven Eleven (セブン-イレブン, 7-Eleven) egy nemzetközi kiskereskedelmi bolthálózat a Seven Eleven Japan Co. Ltd irányítása alatt, amely a Seven & I Holdings Co. japán vállalatcsoport részét képezi. Az üzletek számát tekintve a világ legnagyobb franchise kiskereskedelmi hálózat üzemeltetőjeként 16 országban, köztük Japánban, az Egyesült Államokban, Taiwanon, Thaiföldön, Dél Koreában, Kínában, Malajziában, Indonéziában, Mexikóban, Kanadában, Ausztráliában, Szingapúrban, Fülöp szigeteken, Norvégiában, Svédországban és Dániában összesen 44698 db bolt (2011. december) működik.

## Története

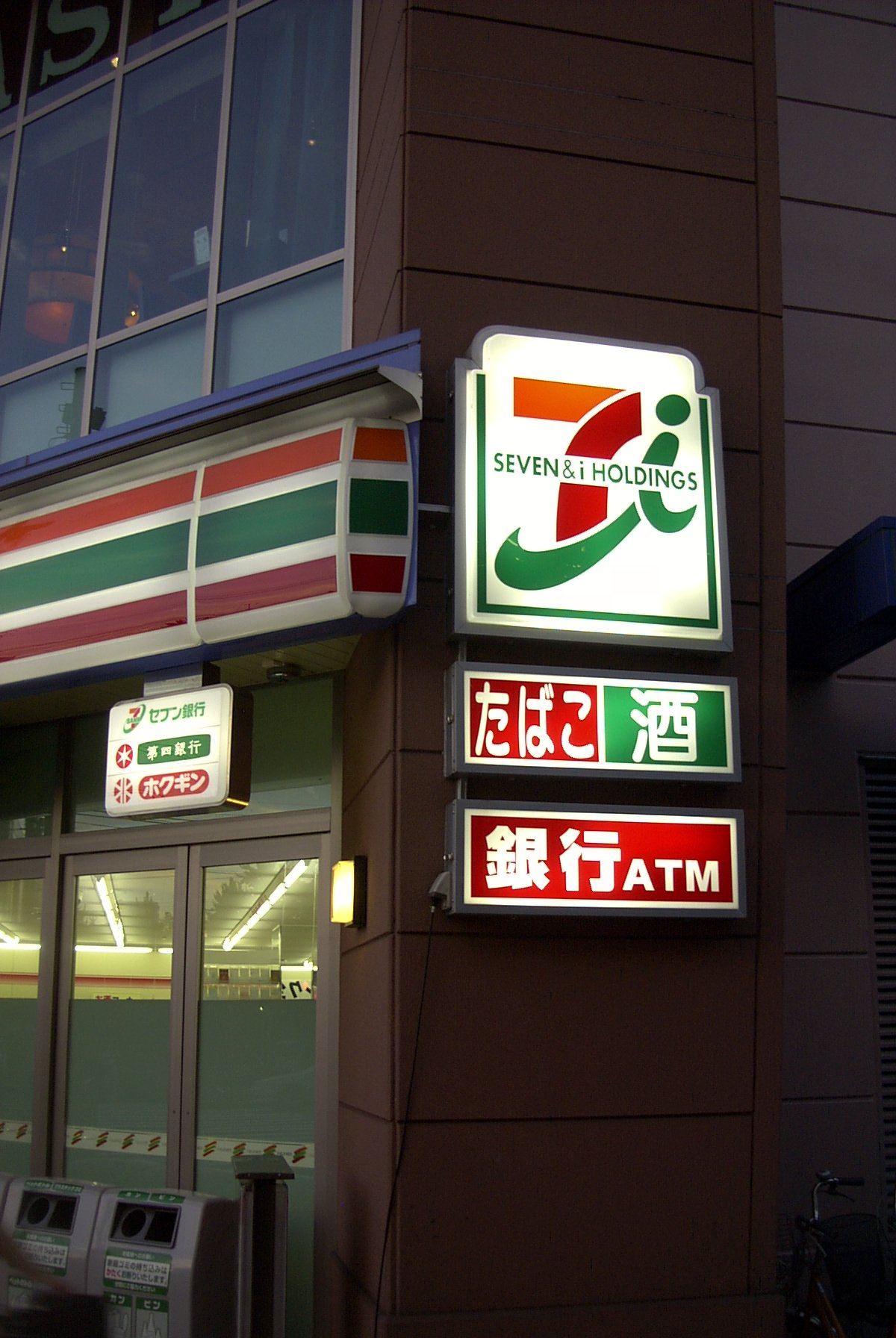
A 2005-től bevezetett led megvilágítású logó Japán összes 7-Eleven üzlete mellett megtalálható.

1927-ben Dallasban, az addig kizárólag jég forgalmazását végző Southland Corporation jogelődjének, a Southland Ice Company egyik alkalmazottja, Joe C. Thompson tej, tojás és kenyér értékesítést kezdett a cég egyik telephelyén tekintettel a jég felhasználhatóságára a friss élelmiszerek tárolásakor. A nagy számú értékesítési ponttal rendelkező cég gyorsan felismerte, hogy az alapvető élelmiszerek beszerzésekor a vásárlók számára lényeges szempontként szerepel annak közelsége, így előnyhöz juthat az egymástól nagyobb távolságra található élelmiszerboltokkal szemben.
Az üzletek reggel 7 órától este 11 óráig tartó nyitvatartása akkoriban példa nélküli volt, ebből adódóan azok 1946-tól fogva a 7-eleven elnevezést kapták. 1952-ben nyílt meg a 100. üzlet, míg 1962-től fokozatosan kiterjesztették a nyitvatartást 0-24 óráig.
Az 1980-as években felmerülő pénzügyi nehézségek miatt a cég abbahagyta a jéggel történő kereskedést, a fennálló csődhelyzetben a japán Ito-Yokado nyújtott segítséget, amely 1991-re tulajdonosként már komoly befolyással bírt. 2005-ben, az Ito-Yokado által alapított Seven & I Holdings Co. leányvállalatává vált.

### Seven Eleven Japánban
- 1973 novemberében a supermarket láncot üzemeltető Ito-Yokado japán cég leányvállalata, a York Seven megvásárolja a Seven Eleven bolthálózat belföldi működtetéséhez szolgáló licencet a Southland Corporation-tól. Az első üzlet egy évvel később, Tokióban nyílik meg, az első eladott termék egy napszemüveg.
- 1975 Fukushima Prefektúra Kóriyama városban vezetik be elsőként a 24 órán át tartó folyamatos nyitvatartást.
- 1976 Az üzletek száma eléri a 100-at.
- 1978 A cég megkapja a Seven Eleven Japan nevet, mely jelenleg is használatos.
- 1981 A céget jegyzik a Tokiói Értéktőzsde elsőszámú értékpapírjai között.
- 2001 Seven Bank megalapítása, az üzletekben többfunkciós ATM terminálok létesítése.
- 2005-ig bezárólag a Seven Eleven Japan irányítása alá kerül az egykori amerikai anyavállalat és a 14 további országra kiterjedő bolthálózat. Ebben az évben az Ito-Yokado-val közösen megalapítják a Seven & I Holdings kiskereskedelmi vállalatcsoportot.[4]

A 7-Eleven japán megjelenése a jelenleg is vezérigazgatói posztot betöltő Suzuki Toshifumi nevéhez köthető. 1963-tól kezdve az akkor még kis méretű Ito-Yokado vezető beosztású tagja a hetvenes években jutott arra az elgondolásra, hogy a japán piacon létjogosultsága van kis méretű, a közvetlen környezet igényeit kielégítő boltokra amely kivitelezhető a Southland Corporation által működtetett minta alapján. A Seven Eleven Japan jogelődje, a York Seven megalapítását és a licenc megvásárlást követően létrehozta a Japánban máig piacvezető élelmiszer és egyéb árucikkek, valamint különböző banki, biztosítási, szállítási, elektronikus vásárlási és egyéb szolgáltatásokat nyújtó kiskereskedelmi franchise rendszert.